# 东洲保卫战
东洲保卫战是中国抗日战争期间发生在浙江省富阳县境内的一次战斗（现杭州市富阳区东洲街道）。淞沪战役后，浙江北部失守，国民政府对退守钱塘江，中日双方隔江对峙。1939年3月21日拂晓，日军为进犯江南，扫荡浙东，策应正在进攻南昌的日军，土桥一次师团一部在富阳县周家浦偷渡。抗敌自卫团在当地群众的支援奋战三天两夜，取得胜利。